# Tramway Touristique de l’Aisne
| TTA-Dieseltriebwagen AR 133 |                     |                 |                 |
| Streckenverlauf des Tramway Touristique de l'Aisne                                                                                       |                     |                 |                 |
| Streckenlänge: | 11,2 km             |                 |                 |
| Spurweite: | 1000 mm (Meterspur) |                 |                 |
| |                     |                 |                 |
| \| \| \| Pont d’Érezée \| \| \| \| Blier \| \| \| \| Amonines \| \| \| \| Forge-à-la-Plez \| \| \| \| Dochamps \| \| \| \| Lamorménil \| |                     |                 |                 |
| U-Bahn-Haltepunkt / Haltestelle Streckenanfang                                                                                           |                     | Pont d’Érezée   | Pont d’Érezée   |
| U-Bahn-Haltepunkt / Haltestelle |                     | Blier           | Blier           |
| U-Bahn-Haltepunkt / Haltestelle |                     | Amonines        | Amonines        |
| U-Bahn-Haltepunkt / Haltestelle |                     | Forge-à-la-Plez | Forge-à-la-Plez |
| U-Bahn-Haltepunkt / Haltestelle |                     | Dochamps        | Dochamps        |
| U-Bahn-Haltepunkt / Haltestelle Streckenende                                                                                             |                     | Lamorménil      | Lamorménil      |

Der Tramway Touristique de l’Aisne (TTA) existiert seit 1966 und ist damit eine der ältesten Museumseisenbahnen Belgiens. Sie verläuft zwischen Érezée und Lamorménil in einem ländlichen Gebiet in der belgischen Provinz Luxemburg vor allem im Aisne-Tal.

## Gründung
Der gemeinnützige Verein Tramway Touristique de l’Aisne (TTA) wurde am 18. September 1964 von Mitgliedern der Association pour le Musée du Tramway (Amutra) gegründet, die im alten Bahnhof von Schepdaal seit 1961 ein Kleinbahnmuseum verwaltet, das vor allem Meterspur-Fahrzeuge der Société nationale des chemins de fer vicinaux (SNCV) ausstellt.
Nach Verhandlungen mit der SNCV kam es am 1. April 1965 zu einem Vertrag, in dem die SNCV der TTA das Recht veräußerte, den 11,2 km Abschnitt von Pont d’Érezée bis Lamorménil zu verwenden, sofern diese Reparatur- und Instandhaltungskosten übernimmt.

## Geschichte

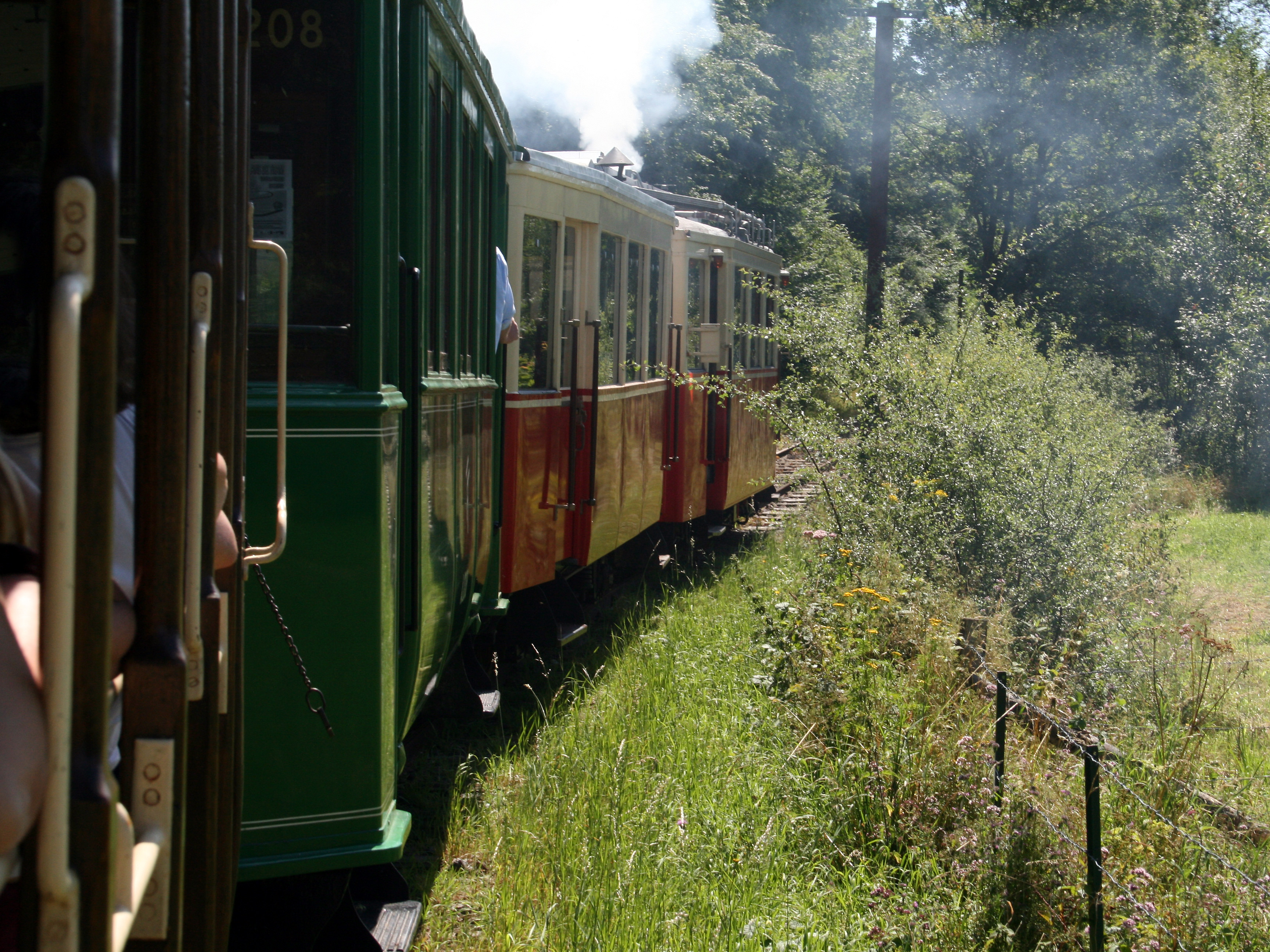
TTA-Dieseltriebwagen AR 133

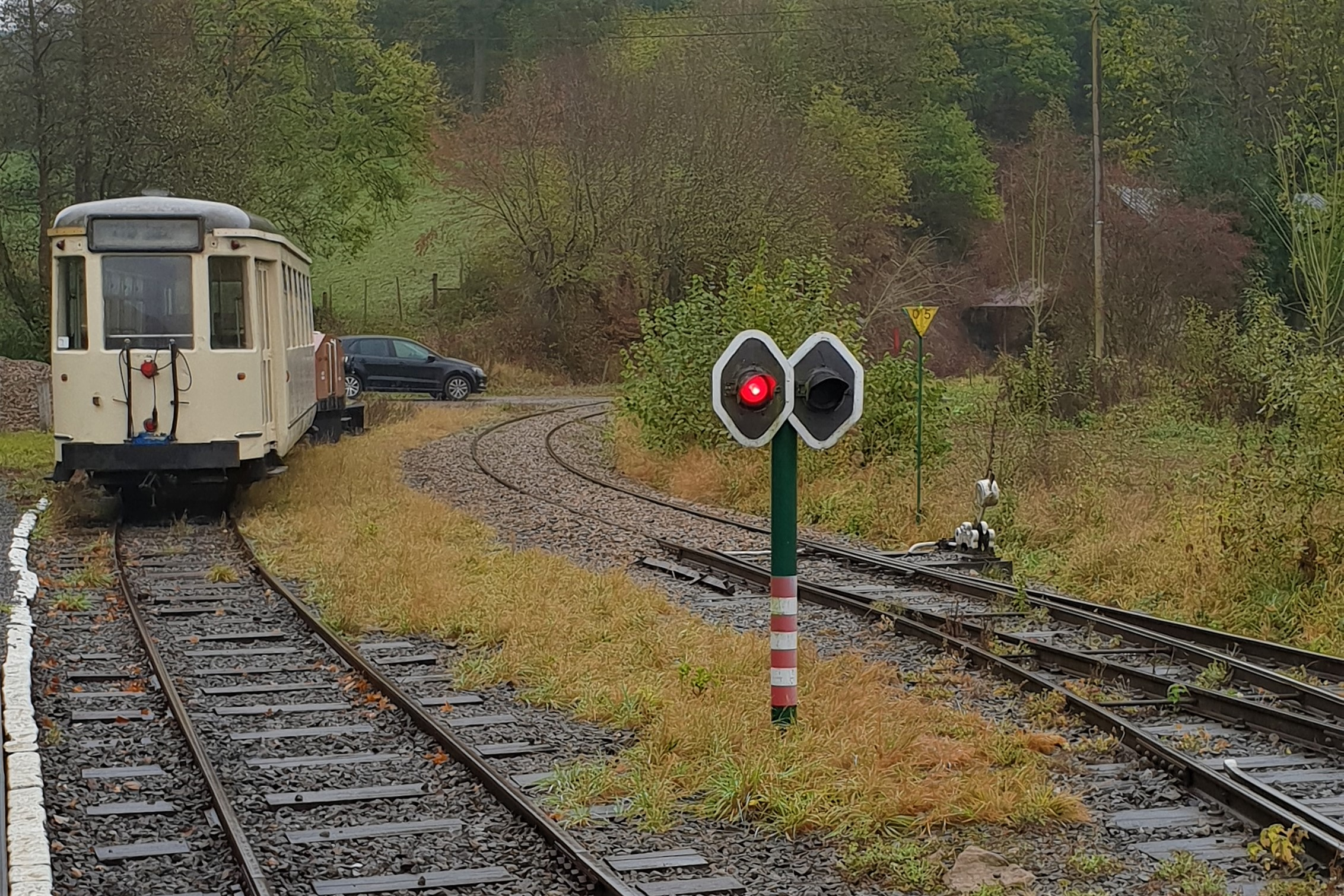
Fahrzeug des Typs S der NMVB/SNCV im Bahnhof Pont d’Érezée

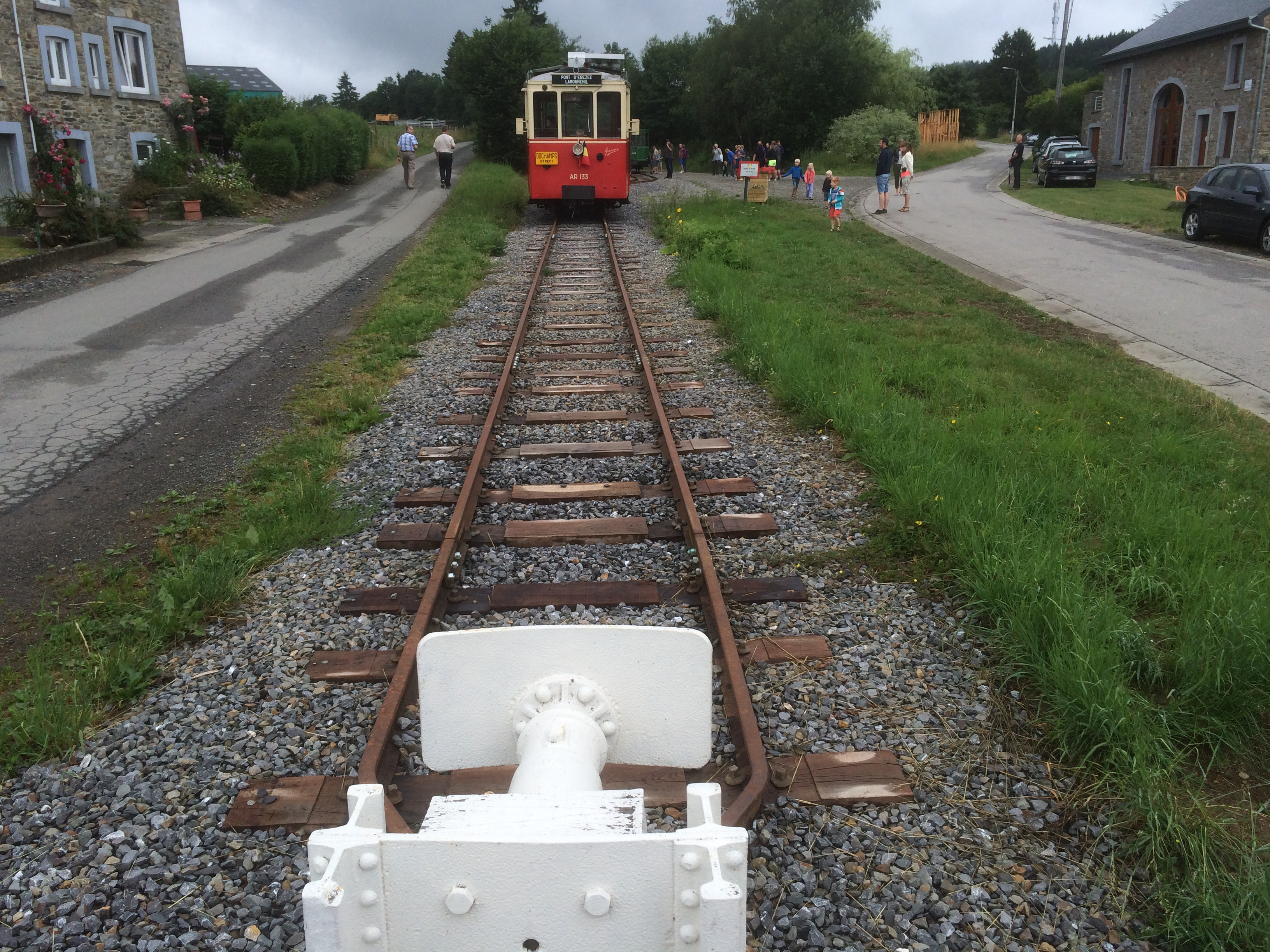
Endbahnhof Lamorménil

Ab 1965 wurde mit der Streckensanierung begonnen und zwei Straßenbahnen des Typs AR 133 auf den Abstellgleisen in Blier abgestellt. Diese Straßenbahnen wurden 1966 in der SNCV-Werkstatt Cureghem restauriert. Der Museumsbahn-Betrieb begann am 25. Juni 1966 auf der 6 km langen Streckenabschnitt von Erezée nach Forge-à-la-Plez.
Im Jahr 1967 wurde in Blier eine viergleisige steinerne Remise und in Pont d’Erezée ein kleiner hölzerner Empfangspavillon errichtet. Die Dampflokomotive La Scarpe und eine Kleinbahn-Dampflok des Typs 18 (HL 1076) wurden erworben, so dass bereits 1968 die ersten von Dampflokomotiven gezogenen Züge fuhren.
Der Signalbetrieb zwischen Pont d’Erezée und Blier wurde 1970 wieder in Betrieb genommen, und im Jahr darauf, 1971, wurde eine zweite Kleinbahn-Dampflok des Typs 18 (HL 1075) erworben. Nach einer erforderlichen Generalüberholung wurde die Dampflokomotive La Scarpe 1973 wieder in Betrieb genommen.
1975 wurde erstmals ein elektrischer Straßenbahnzug eingesetzt, wobei die Energie aus einem Generator kam, der in einem Güterwagen mitgeführt wurde. Ein schwerer Sturm zerstörte 1976 die Lichtsignale. Mit dem Erwerb des königlichen Ardennen-Wagens (A 165) im Jahr 1978 erweiterte die TTA ihre Fahrzeugsammlung. 1985 wurde zum hundertjährigen Jubiläum der SNCV, die Generalüberholung der zweiten Kleinbahn-Dampflokomotive Typ 18 (HL 1075) in Auftrag gegeben.
1989 musste der Dampfbetrieb wegen des hohen Alters der Kessel eingestellt werden. Daraufhin fokussierten sich die Vereinsmitglieder 1992 auf die Reparatur des Streckenabschnitts zwischen Forge-à-la-Plez und Dochamps. 1994 fehlten nur noch 300 Meter Gleis zwischen Dochamps und Lamorménil. Die Strecke konnte dann bis zur Brücke über die Lue befahren werden.
2005 wurde der Bahnhofsneubau in Pont d’Erezée eingeweiht. Er verfügt über eine Schalterhalle, ein Zimmer für die örtliche Touristeninformation, eine Cafeteria und sanitäre Anlagen, und eine große Ausstellungsfläche im ersten Stock. Im darauf folgenden Jahr 2006 wurde eine Umgehungsstraße in Dochamps gebaut, die den Betrieb zwischen Forge-à-la-Plez und Dochamps ermöglicht. Die befahrbare Streckenlänge betrug seitdem 9,4 km, und es musste nur noch ein 1,8 km langer Abschnitt saniert werden, um das Ende der Bahnlinie in Lamorménil erreichen. 2009 wurde nur die Strecke zwischen Pont d’Erezée und Forge-à-la-Plez fahrplanmäßig befahren.
Die Aufräumarbeiten auf der Strecke zwischen Dochamps und Lamorménil begannen 2013. Daraufhin wurde 2014 die Strecke zwischen Dochamps und Lamorménil  mit einem Gesamtbudge von 873.000 € saniert. Die  Arbeiten der Firma Socofer-Sotralux wurden durch die Région Wallonne, die Provinz Luxemburg und die Gemeinden von Érezée und Manhay finanziell unterstützt.
2015 wurde die Streckenverlängerung von Forge-à-la-Plez über Dochamps nach Lamorménil durch Prinz Laurent von Belgien am 21. Juni 2015 feierlich eröffnet. Seitdem ist die Strecke 11,2 km lang.

## Schienenfahrzeuge
| Nr      | Typ           | Hersteller              | Baujahr | Foto   | Bemerkungen                                    |
| ------- | ------------- | ----------------------- | ------- | ------ | ---------------------------------------------- |
| ART.50  | Autorail      | SNCV Cureghem           | 1934    |        | Ehemals Sablières in Mol 2010 an ASVI verleast |
| ART.69  | Autorail      | Nicaise et Delcuve      | 1934    |        | Ehemals Sablières de Mol                       |
| AR.93   | Autorail      | SNCV Leuven             | 1933    | AR.86  | Aus Brabant. Musée des Transports in Lüttich   |
| AR.133  | Autorail      | Baume & Marpent         | 1935    | AR.86  | Aus den Ardennen. Betriebsbereit               |
| ART.123 | Autorail      | SNCV Leuven             | 1934    |        | Aus den Ardennen                               |
| HL.1000 | Dampflok      | J. J. Gilain, Tirlemont | 1915    |        | Typ 18 (18 t)                                  |
| HL.1075 | Dampflok      | Grand-Hornu, Mons       | 1920    |        | Typ 18                                         |
| HL.1076 | Dampflok      | Grand-Hornu, Mons       | 1920    |        | Typ 18 Ehemals Zuckerfabrik in Wavre           |
| A.1208  | Personenwagen | Tyberchamps             | 1907    | A.1208 | Betriebsbereit                                 |
| A.8944  | Personenwagen | CCC                     | 1916    | A.8944 | Betriebsbereit                                 |